# Leigh Bardugo
Leigh Bardugo (* 6. dubna 1975 Jeruzalém) je americká spisovatelka, autorka zejména literatury pro mládež a science fantasy literatury fantasy. Většinu svých děl zasadila do vlastního fantasy světa jménem Grishaverse. Řadí se do něj trilogie Griša (seriálové adaptace Světlo a stíny), duologie Šest vran, Zjizvený král a doplňkové knihy.
Narodila v Jeruzalémě, ale vyrůstala v Los Angeles. Studovala na Yaleově univerzitě, kde na jaře 1997 absolvovala studium angličtiny. Před vydáním svého prvního románu pracovala v oblastech copywritingu, žurnalistiky, make-upu a výroby speciálních efektů.
Žije v Los Angeles, příležitostně zpívá se svou hudební skupinou.

## Díla

### Grishaverse

#### TrilogieGriša
- Světlo a stíny (Shadow and Bone)
- Bouře a vzdor (Siege and Storm)
- Zkáza a naděje (Ruin and Rising)

#### DuologieŠest vran
- Šest vran (Six of Crows)
- Prohnilé město (Crooked Kingdom)

#### DuologieNikolaj Lantsov
- Zjizvený král (King of Scars)
- Vláda vlků (Rule of Wolves)

#### Doplňkové knihy
- Trnitá řeč (The Language of Thorns)
- Životy svatých (The Lives of Saints)
- Démon z lesů (Demon in the Wood)

### Ostatní
- Devátý spolek (Ninth House)
- Brána pekel (Hell Bent)
- Wonder Woman: Válkonoška (Wonder Woman: Warbringer)
- The Familiar